# تیوپکیلدی
تیوپکیلدی (انگلیسی: Tyupkildy) یک شهرک در شهرستان تویمازینسکی استان باشقیرستان کشور روسیه است.